# Кушнир, Андрей Борисович
Андрей Борисович Кушнир — старший лейтенант Вооружённых Сил СССР, участник войны в Афганистане, погиб при исполнении служебных обязанностей, кавалер ордена Красной Звезды (посмертно).

## Биография
Андрей Борисович Кушнир родился 2 декабря 1963 года в городе Уссурийске Приморского края. В 1981 году окончил в родном городе среднюю школу № 11, после чего поступил в Уссурийское высшее военное автомобильное командное училище. Завершил учёбу в 1985 году, после чего служил на командных должностях в различных автотранспортных частях.
27 июля 1986 года Кушнир был направлен для дальнейшего прохождения службы в состав ограниченного контингента советских войск в Демократической Республике Афганистан. Командовал автомобильной ротой 449-го автомобильного батальона подвоза горючего 59-й бригады материального обеспечения. Многократно участвовал в боевых операциях, выполняя задачи командования по перевозке важных грузов. При выполнении своих обязанностей вместе со своим подразделением не раз подвергался нападениям моджахедов, лично организовывал оборону и вывод техники из зоны обстрела. За многочисленные боевые отличия Кушнир был награждён медалью «За боевые заслуги», а также досрочно получил звание старшего лейтенанта.
8 июня 1987 года при прохождении очередной колонны с горючим, следовавшей по маршруту Шинданд — Тургунди машина, в которой находился Кушнир, подорвалась на вражеской мине. Произошло это в районе 55-го километра дороги. Водитель машины выжил, а старший лейтенант Андрей Борисович Кушнир скончался от полученных ранений на месте.
Похоронен на городском кладбище в городе Уссурийске Приморского края.
Указом Президиума Верховного Совета СССР старший лейтенант Андрей Борисович Кушнир посмертно был удостоен ордена Красной Звезды.

## Память
- В честь Кушнира названа улица в городе Уссурийске, на улице установлена мемориальная доска[2].
- Мемориальная доска в память о Кушнире установлена на здании Уссурийской средней школы № 11[3].